# Miskolcs Universitet
Miskolcs Universitet (ungerska: Miskolci Egyetem, förkortning: ME) är ett universitet i Miskolc och det största universitetet i Norra Ungern. Universitetet ligger i en egen stadsdel som heter Egyetemváros. Universitetet har sju fakulteter.

## Fakulteter
- Geovetenskap och ingenjörsvetenskap (Műszaki Földtudományi Kar) sedan 1735
- Materialvetenskap och ingenjörsvetenskap (Műszaki Anyagtudományi Kar) sedan 1735
- Maskinteknik och datavetenskap (Gépészmérnöki és Informatikai Kar) sedan 1949
- Lag- och offentlig förvaltningsfakulteten (Állam- és Jogtudományi Kar) sedan 1981
- Ekonomi- och affärsadministrationsfakulteten (Gazdaságtudományi Kar) sedan 1987
- Konstfakulteten (Bölcsészettudományi Kar) sedan 1992
- Béla Bartók-musikinstitut (Bartók Béla Zeneművészeti Intézet) sedan 1904/1997
- Medicinska fakulteten (Egészségügyi Kar) sedan 1985/2009